# Жодино-Южное (футбольный клуб)
«Жодино-Южное» (бел. «Жодзіна-Паўднёвае») — бывший белорусский футбольный клуб из Жодино.

## История
Клуб основан в 2011 году в городе Жодино. Клуб выступал на любительском уровне в чемпионате Ассоциации любительского футбола, где неоднократно становился призёром и выиграл Кубок. В 2022 году клуб заявился для участия во Второй лиге. В сентябре 2022 года клуб стал чемпионом Минской области по футболу. По окончании сезона, в котором команда заняла 5-е место, клуб подал заявку на участие в Первой лиге.
В марте 2023 года жодинский клуб начал готовиться к участию в Первой лиге, официально получил лицензию для выступления в чемпионате и стал членом Белорусской федерации футбола. В январе 2024 года появилась информация, что клуб находится на грани расформирования из-за финансовых проблем. В феврале 2024 года руководитель жодинского клуба сообщил о прекращении существования клуба.

## Главные тренеры
| Главный тренер                | Период работы |
| ----------------------------- | ------------- |
| Виталий Дмитриевич Мурашко    | 2016—2022     |
| Павел Александрович Волчецкий | 2023          |